# Carlos García (zapaśnik)
Carlos Rubén García Escuti (ur. 26 stycznia 1981) – chilijski zapaśnik walczący w stylu klasycznym. Złoty medalista mistrzostw Ameryki Południowej w 2017, a srebrny w 2015 i 2016. Trzeci na mistrzostwach panamerykańskich w 2004 roku.